# اليرموك (الرقة)
اليرموك قرية سورية تتبع ناحية مركز الرقة في منطقة مركز الرقة في محافظة الرقة. بلغ عدد سكانها 3221 نسمة في عام 2004 حسب إحصاء المكتب المركزي للإحصاء.